# Contea di Ritchie
La contea di Ritchie ( in inglese Ritchie County ) è una contea dello Stato della Virginia Occidentale, negli Stati Uniti. La popolazione al censimento del 2000 era di 10 343 abitanti. Il capoluogo di contea è Harrisville.